# Żeliwo sferoidalne

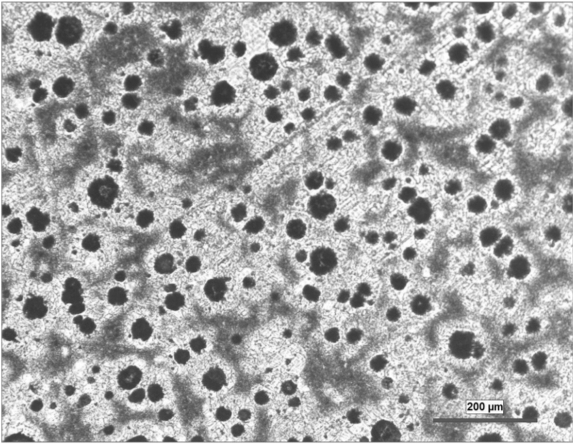
Obraz mikroskopowy (powiększenie 100×) wytrawionego żeliwa sferoidalnego

Żeliwo sferoidalne – stop żelaza z węglem z grupy żeliw, powstający w wyniku krzepnięcia stopionego wsadu z wydzieleniami węgla o kształcie zbliżonym do kuli. Jest znane od roku 1949. Uzyskuje się je w wyniku sferoidyzowania i następnie modyfikowania ciekłego stopu o małej zawartości siarki, które bez dodatków dałoby żeliwo szare. Jako sferoidyzatorów używa się cer lub stopy żelazo-krzem-magnez, natomiast do modyfikacji wykorzystuje się żelazokrzem. W wyniku tego zabiegu grafit występuje w tych żeliwach w postaci kulistej. Skupienia te mogą występować w osnowie perlitu, ferrytu lub mieszanej, ferrytyczno-perlitycznej. Ma dobre własności wytrzymałościowe i ślizgowe. Może ulegać odkształceniu bez uszkodzeń, jest odporne na ściskanie i zginanie oraz na wysokie ciśnienia. Znalazło zastosowanie do wyrobu wałów korbowych, pierścieni tłoków, łożysk, kół zębatych, elementów obrabiarek, maszyn rolniczych, hydraulicznych, turbin wodnych i in.